# Вакаловщина
Вакаловщина (укр. Вакалівщина) — село,
Битицкий сельский совет,
Сумский район,
Сумская область,
Украина.
Код КОАТУУ — 5924781502. Население по переписи 2001 года составляло 71 человек.

## Географическое положение
Село Вакаловщина находится в балке Дымов Яр.
На расстоянии в 1 км расположено село Битица.
По селу протекает пересыхающий ручей с запрудой.
Село окружено большим лесным массивом (сосна, дуб).